# Comune regionale di Bornholm
Il comune regionale di Bornholm (in danese Bornholms Regionskommune) è un comune della Danimarca che si estende sull'omonima isola, nella regione Hovedstaden.
Il capoluogo è la città di Rønne.

## Storia

### Simboli

L'attuale Comune regionale di Bornholm utilizza quello che fu lo stemma dell'isola danese di Bornholm che aveva una coccatrice come simbolo dalla fine del XVII secolo. La sua origine è legata alla liberazione di Bornholm dall'occupazione svedese nel dicembre del 1658 quando alcuni rivoltosi danesi uccisero il tenente colonnello Johan Printzensköld, comandante del castello di Hammershus, prima che questi ricevesse rinforzi. Come la coccatrice pietrifica i suoi avversari, il nemico venne ucciso e iniziò la liberazione dell'isola.